# Aname atra
Aname atra är en spindelart som först beskrevs av Embrik Strand 1913.  Aname atra ingår i släktet Aname och familjen Nemesiidae.
Artens utbredningsområde är Sydaustralien. Inga underarter finns listade i Catalogue of Life.